# Бальди, Гастоне
Гастоне Бальди (итал. Gastone Baldi, 14 мая 1901, Болонья — 18 июня 1971, Болонья) — итальянский футболист, играл на позиции опорного полузащитника. По завершении игровой карьеры — футбольный тренер.
Выступал за клуб «Болонья», а также национальную сборную Италии.

## Клубная карьера
Родился 14 мая 1901 года в городе Болонья. Воспитанник футбольной школы клуба «Болонья».
Во взрослом футболе дебютировал в 1919 году выступлениями за «Болоньезе», в которой провел один сезон.
В 1920 году вернулся в «Болонию», за которую отыграл 13 сезонов. Большинство времени, проведенного в составе «Болонии», был основным игроком команды. За это время дважды завоевывал титул чемпиона Италии, а также стал победителем Кубка Митропы. Завершил профессиональную карьеру футболиста в 1933 году.

## Выступления за сборную
3 декабря 1922 года дебютировал в официальных играх в составе национальной сборной Италии в товарищеском матче против сборной Швейцарии (2:2).
В составе сборной был участником футбольного турнира на Олимпийских играх 1924 года в Париже, на котором сыграл в одном матче против сборной Люксембурга (2:0).
18 марта 1925 года провел в форме главной команды страны свой 3 матч за сборную против сборной Венгрии (1:2), который и стал для него последним.

## Карьера тренера
По завершении игровой карьеры начал тренерскую карьеру, войдя в тренерский штаб клуба «Болонья» и работал с юношеской командой. Опыт тренерской работы ограничился этим клубом.
Умер 18 июня 1971 года на 71-м году жизни в городе Болонья.

## Титулы и достижения
- Чемпион Италии (2):

«Болонья»: 1924-25, 1928-29
- Обладатель Кубка Митропы (1):

«Болонья»: 1932